# Dance of Death World Tour
Dance Of Death World Tour var det engelska heavy metal-bandet Iron Maidens turné i samband med albumet Dance of Death 2003-2004.
Turnén hade premiär den 19 oktober 2003 i Ungern och avslutades den 8 februari 2004 i Japan. Totalt uppgick turnén till 53 konserter.
Scenshowen var påkostad och hade Iron Maidens dittills mest teatraliska inslag, med ett par kostymbyten för sångaren Bruce Dickinson. Under Dance of Death framträdde han i cape och maskeradmask, samt som Liemannen, och under Paschendale var han utklädd till brittisk soldat under första världskriget. Även scenarbetarna var utklädda till första världskrigssoldater då de ändrade sceneriet inför Paschendale.
Som intro till Dance of Death spelades en inspelad uppläsning ur William Shakespeares Hamlet.
Som intro till Paschendale spelades en inspelad uppläsning ur "Anthem for Doomed Youth" av poeten Wilfred Owen.

## Sverige
Den 14 november 2003 spelade Iron Maiden i Globen, Stockholm och den 15 november 2003 i Scandinavium, Göteborg. Båda konserterna var slutsålda. Med sommarkonserten på Stockholms stadion blev det första gången sedan 1986 som Iron Maiden gjort tre konserter i Sverige under ett och samma år. En biljett på läktarplats kostade 390 kr.

## Death on the Road
Konserten i Westfalenhalle i Dortmund, Tyskland spelades in och filmades, och gavs ut som livealbum och konsert-dvd med titeln Death on the Road.

## Låtlista
Intro: Declamation
1. Wildest Dreams (Dance of Death, 2003)
2. Wrathchild (Killers,1981)
3. Can I Play With Madness (Seventh Son of a Seventh Son, 1988)
4. The Trooper (Piece of Mind, 1983)
5. Dance Of Death (Dance of Death, 2003)
6. Rainmaker (Dance of Death, 2003)
7. Brave New World (Brave New World, 2000)
8. Paschendale (Dance of Death, 2003)
9. Lord of the Flies (The X Factor, 1995)
10. No More Lies (Dance of Death, 2003)
11. Hallowed Be Thy Name (The Number of the Beast, 1982)
12. Fear of the Dark (Fear of the Dark 1992)
13. Iron Maiden (Iron Maiden, 1980)
14. Journeyman (Dance of Death, 2003)
15. The Number of the Beast (The Number of the Beast, 1982)
16. Run To The Hills (The Number of the Beast, 1982)

## Banduppsättning
- Steve Harris - bas
- Bruce Dickinson - sång
- Janick Gers - gitarr
- Nicko McBrain - trummor
- Dave Murray - gitarr
- Adrian Smith - gitarr